# Saint Vrain Creek
Der Saint Vrain Creek (Schreibweise auch St. Vrain Creek) ist ein linker Nebenfluss des South Platte River im US-Bundesstaat Colorado.
Der Saint Vrain Creek entsteht am Zusammenfluss seiner beiden Quellflüsse North Fork Saint Vrain Creek und South Fork Saint Vrain Creek bei Lyons im nördlichen Zentralteil von Colorado. Er verlässt die Rocky Mountains in östlicher Richtung. Südlich von Longmont nimmt er den Left Hand Creek sowie östlich von Longmont den Boulder Creek – beide von rechts – auf. Er fließt im Unterlauf in nordöstlicher Richtung und mündet schließlich nördlich von Platteville in den South Platte River. Der Saint Vrain Creek hat eine Länge von 51,8 km. Das Einzugsgebiet umfasst 2570 km².
Im September 2013 kam es am Flusslauf des Saint Vrain Creek und seiner Zuflüsse aufgrund starker Niederschläge zu Überschwemmungen.